# Warschauer Brücke
Die Warschauer Brücke ist eine Straßenbrücke in Berlin, die im Bezirk Friedrichshain-Kreuzberg im Zuge der Warschauer Straße über die Ostbahn und die Schlesische Bahn führt.
Sie war bis 2013 Austragungsort der Gemüseschlacht.

## Geschichte

### Brücke

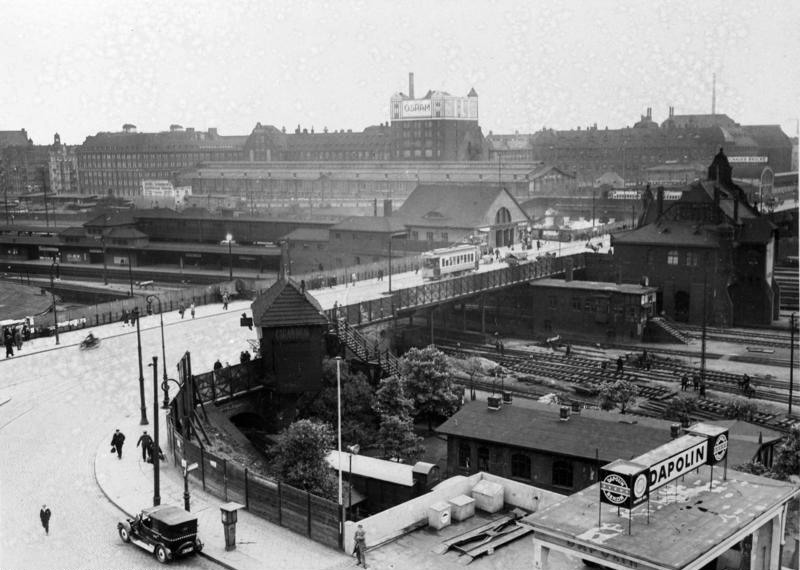
Warschauer Brücke und S-Bahnhof Warschauer Straße, 1930

Die Warschauer Straße überquert auf der Warschauer Brücke nahezu rechtwinklig die Gleisanlagen der Bahn, die von der Preußischen Ostbahn und der Niederschlesisch-Märkischen Eisenbahn im 19. Jahrhundert gebaut wurden. An dieser Stelle fuhr die 1842 eröffnete Eisenbahnstrecke von Frankfurt (Oder) als einzige der neu erbauten Bahnstrecken durch die Zollmauer ins Stadtgebiet hinein. 1872 kreuzten hier etwa 30 Gleise die Warschauer Straße. Der Brückenbau wurde unumgänglich, um sowohl die Straße als auch die Bahnlinie als Verkehrsader nutzen zu können. Bis 1875 war die Brücke fertiggestellt, in den nachfolgenden Jahren wurde sie jedoch immer wieder umgebaut und erweitert. Bis zur Mitte der 1930er Jahre korrodierte die Eisenkonstruktion durch den Wasserdampf der Dampflokomotiven stark, wodurch ein Ersatzneubau notwendig wurde. Dieser erfolgte westlich der bestehenden Brücke ab 1938 zuerst am Nordteil und wurde durch den Beginn des Zweiten Weltkriegs unterbrochen.
Im Jahr 1945 stürzte der bereits neu aufgebaute Teil der Brücke infolge eines Bombentreffers zusammen und machte die Warschauer Brücke unpassierbar. Erst 1948 konnte sie wieder für den Verkehr freigegeben werden. Eine Instandsetzung erfolgte 1952/1953, eine weitere 1955. Eine Generalreparatur wurde 1966/1967 durchgeführt. Nach einer weiteren Grundinstandsetzung und Verstärkung von 1994 bis 1997 mit Unterstützung des Europäischen Fonds für regionale Entwicklung konnte auch die Straßenbahn die Brücke wieder passieren.
Südlich entsteht der Edge East Side Tower.

### S-Bahn
Die ursprüngliche Bahnanlage ist heute nicht mehr erhalten. Am südwestlichen Ende der Brücke stand bis etwa 2004 das 1910 gebaute Empfangsgebäude des ehemaligen Schlesischen Güterbahnhofs sowie das 1900 errichtete, eingeschossige Dienstgebäude. Alle Gebäude in diesem Bereich sind inzwischen restlos zugunsten der 2008 fertiggestellten O2 World, heute: Mercedes-Benz Arena, beseitigt worden.
An der östlichen Brückenseite befindet sich der S-Bahnhof Warschauer Straße. An dieser Stelle stand bereits von 1884 bis 1903 das erste Bahnhofsgebäude, das von 1903 bis 1924 von einem Gebäude an der gegenüberliegenden Seite abgelöst wurde. 1924 wurde am ursprünglichen Standort ein neues Empfangsgebäude aufgebaut, konstruiert von Richard Brademann. Dieses Empfangsgebäude und die Bahnsteigzugänge wurden bis April 2005 weitgehend beseitigt. Der Neubau des Bahnhofs begann im Dezember 2011 und erfolgt im Zuge der Bautätigkeiten an der Strecke Ostbahnhof – Bahnhof Ostkreuz. Die Arbeiten sollten 2016 abgeschlossen sein, wurden jedoch 2015 eingestellt und werden einer Neuplanung unterzogen. Die Fertigstellung der Plattformen erfolgte 2017, die Errichtung eines neuen Bahnhofsgebäudes erfolgt voraussichtlich erst später.

### U-Bahn
Der U-Bahnhof Warschauer Brücke wurde am 17. August 1902 in Betrieb genommen, errichtet von Paul Wittig im Auftrag des Unternehmens Siemens & Halske. Er war Endbahnhof der ersten Berliner Untergrund- und Hochbahnlinie, der heutigen Linie U1. Im Zweiten Weltkrieg erheblich zerstört, wurde der Bahnhof anschließend wiederaufgebaut. Nach dem Mauerbau 1961 blieb der Bahnhof ohne Verbindung zum Restnetz der Berliner U-Bahn geschlossen, seit 1995 fahren die Züge wieder bis zum sanierten U-Bahnhof, der seitdem den Namen ‚U-Bahnhof Warschauer Straße‘ trägt. Pläne, den U-Bahnhof über den gleichnamigen S-Bahnhof zu verlegen, um das Umsteigen zu erleichtern, werden nicht weiter verfolgt. Für Fußgänger wurde ein direkter Steg zwischen dem U-Bahnhof und dem neuen Empfangsgebäude der S-Bahn vom Berliner Senat geplant und 2019 eröffnet.
Am Knotenpunkt Warschauer Straße – dieser umfasst U-Bahn, S-Bahn sowie Straßenbahn – steigen täglich mehr als 85.000 Menschen um.